# トンブリー

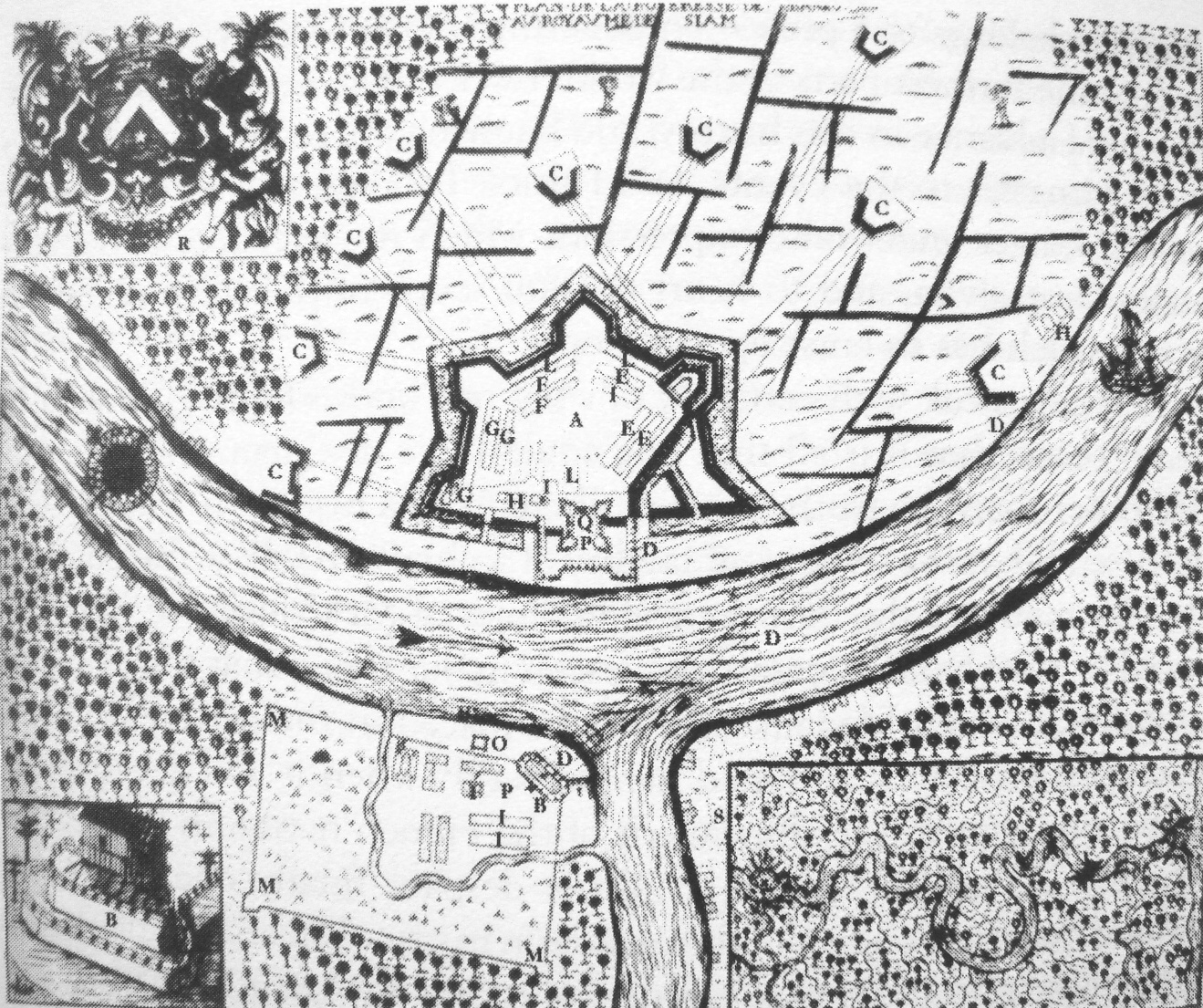
1688年の図

トンブリー（ธนบุรี、「金都」の意）は、タイのトンブリー王朝時代の王都。現在のバンコク都にあるトンブリー区とバーンコークヤイ区、バーンコークノイ区、プラナコーン区がそれにあたる。チャオプラヤー川を挟んで王都を形成し、西岸のバーンコークノイ区付近に王宮があった。

## アユタヤ朝時代
トンブリーがいつ成立したかはっきりしていない。しかし16世紀中頃にチャオプラヤー川が改修された形跡が残されており、その頃に形成されたと考えられる。
チャオプラヤー川はバンコクノイ付近で大きく西側に蛇行し、現在のトンブリー区の大きく囲むように流れながらバンコクヤイ付近で元の流れに戻っていく流れだった。それをバンコクヤイとバンコクノイをショートカットする様に河川を掘削し、現在の流れになったと考えられる。
元々のチャオプラヤー川は現在、バンコクノイ運河～チャックプラ運河～バンクンシー運河～バンコクヤイ運河として残っている。
バンコクヤイ運河入口付近の対岸に砦を築き、そこから東岸のバンコクノイまで巨大な鉄鎖を河に渡して船舶の往来を制限または監視する、言わばアユタヤの南側を防衛する砦としてトンブリーが形成されていった。
やがて砦の他、アユタヤ朝の物資の輸出入集散の貿易港としても発展していき、17世紀初頭にはポルトガルやオランダ、中国、日本の商会所がチャオプラヤー川西岸に立ち並び、小規模ながらも町も形成されていく。ワット・アルンの前身となる寺が作られたのもその頃である。

### シャム革命前夜
ナーラーイ王の時代、トンブリー砦は欧州式の五角形の大型要塞改修される。王の側近のひとりだったコンスタンティン・フォールコンの進言によりフランス軍がシャム国内に駐留する事になり、その基地として大型化に改修するためであった。
その後、一連の行動が原因でシャム革命が起こり、トンブリーもバンコク包囲戦等の激戦地のひとつとなった。
シャム革命は反フランス派のペートラーチャーが勝利し、結果フランスはシャムを追放され、シャムもまた清国の除いた欧州各国と断交状態となり鎖国化していく。しかし貿易自体は中国商人を介して続けられる事となりシャムの貿易は中国商人が独占する事と相成る。
トンブリーもまた、オランダが小規模な商会所を残した他、商館が全て中国人のそれとなり中国人居留地の様相を呈していく。

## タークシン王の遷都
1767年、泰緬戦争によりアユタヤ王朝が滅亡する。その際にアユタヤが徹底的に破壊される。
その後、タイはアユタヤを脱出して難を逃れたタークシン王により再建(トンブリー王朝)されるが、タークシン王は王都をアユタヤではなくトンブリーに定める。理由は以下になる。
- アユタヤが再建不可能であった事
- 王自身が中国系タイ人(潮州人)でタイ貴族社会に基盤がなかった事
- トンブリーは潮州人商人の都市であり、同じ潮州人である王の基盤の地であった事
- フランスが建設した要塞が健在であり防衛に有利であった事
- トンブリーがアユタヤ破壊後、その時点でタイ唯一の貿易港として機能しており、ここを本拠とすれば中部北部の反乱勢力を経済的に圧迫する事が可能であった事

### 王都の形成
トンブリーは1770年頃、ビルマ軍がタイから撤退した直後から建設されていった。王宮はワット・アルーンの隣にあるワン・ダーン宮殿がそれで、現在はタイ海軍本部となっている。西岸のバンコクノイ運河～バンコクヤイ運河～旧トンブリー運河に囲まれた地域がトンブリー王朝の王宮エリアであったと推定される。商館や居住地域はチャクリー王朝の王宮地域であるラッターナコシン島がそれに当たる。
つまり、トンブリーは従来考えられていたチャオプラヤー河西岸にだけ形成されていた都ではなく、チャクリー王朝の王都バンコクの前身とも言える都を、トンブリー王朝の頃から既に形成していた。
その15年後、タークシンが処刑されるにおよんで、ラーマ1世がチャオプラヤー川対岸へ遷都しバンコクを建設すると、トンブリーは県になったが、1972年（タイ仏歴2515年）にはバンコクに吸収され、以前のトンブリー県の一部の行政区をトンブリー区と呼ぶようになった。
しかし、世間一般では行政区だけでなくチャオプラヤー川の西岸部を「トンブリー」と呼ぶ。高級住宅街があり、古くからお金持ちの多い地区とされてきた。そのため、旧バンコク地区から「向こう岸」と呼ばれたり、軽くあしらって「トン」と省略され、ねたまれていたという。